# Бусетта, Мохамед
Мохамед Бусетта (араб. محمد بوستة‎; 14 августа 1922 (по другим данным — 25 декабря 1925 года), Марракеш, французский протекторат Марокко — 17 февраля 2017, Рабат, Марокко) — марокканский государственный деятель, министр иностранных дел Марокко (1977—1983).

## Биография
Получил высшее юридическое образование в Парижском университете уже будучи членом партии Истикляль. По возвращении в Марокко По возвращении в Марокко он открыл юридическую фирму в Рабате, где обучил множество партийных юристов, включая бывшего премьер-министра Аббаса Эль-Фасси, затем возглавил партийную газету «Аль-Алам». Также занимал пост быстро стал президента Коллегии адвокатов Марокко.
В возрасте 33 лет поступил на государственную службу:
- 1958—1960 гг. — государственный секретарь в министерстве иностранных дел,
- 1960—1961 гг. — министр государственной службы и административной реформы,
- 1961—1963 гг. — министр юстиции. После ухудшения взаимоотношений между королевским дворцом и партией «Истикляль» был отправлен в отставку.

В 1979—1983 гг. — министр иностранных дел Марокко, в 1983—1985 гг. — государственный министр.
С 1974 по 1998 г. — Генеральный секретарь партии «Истикляль». Затем он вошёл в состав президентского совета.
В 1993 г. король Хасан II хотел назначить его премьер-министром временного правительства национального единства, однако переговоры между монархом и оппозиционными партиями, возглавляемыми «Истикляль», не увенчались успехом.
В январе 2003 г. король Мухаммед VI назначил его президентом Королевской консультативной комиссии, отвечающей за пересмотр Мудаваны (марокканского семейного кодекса), что было необходимо для выхода из тупика ввиду непреодолимых противоречий между либералами и консерваторами в этой комиссии.

## Награды
В феврале 2012 г. был награждён палестинской медалью «Звезды Аль-Кудса».